# Pelješacký most

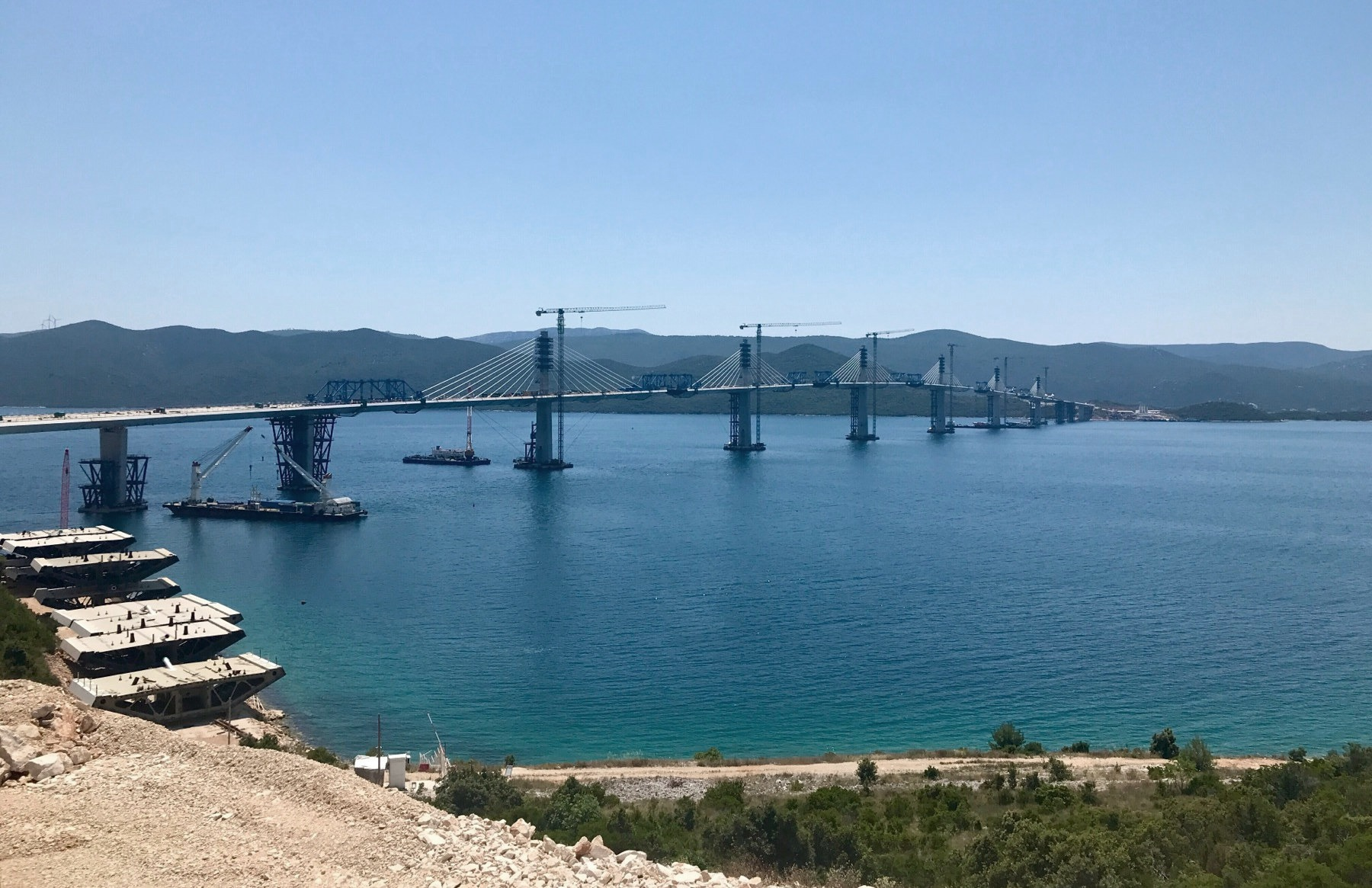
Staveniště mostu v červnu 2021.

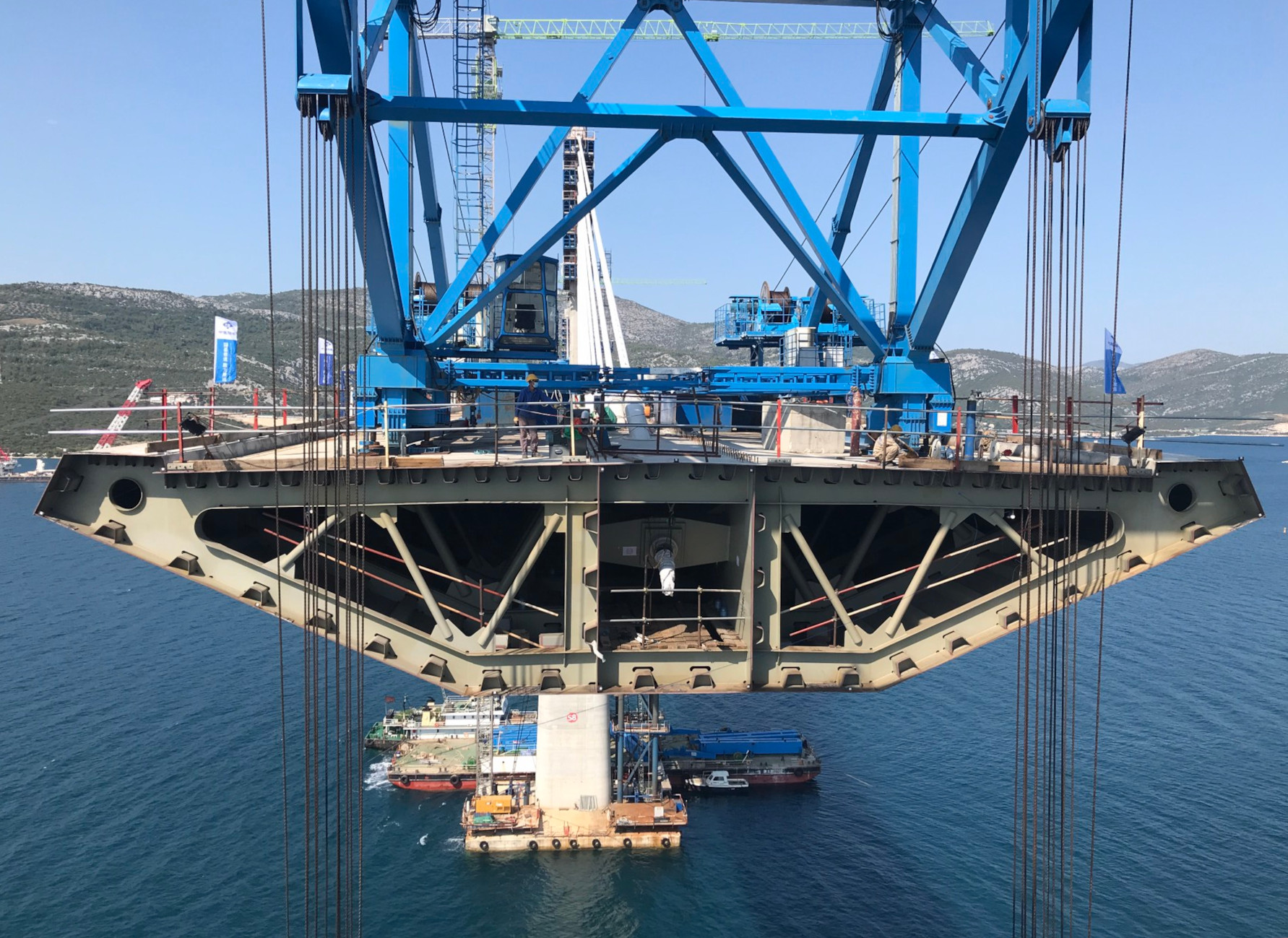
Umístění poslední části mostu na místo v roce 2021.

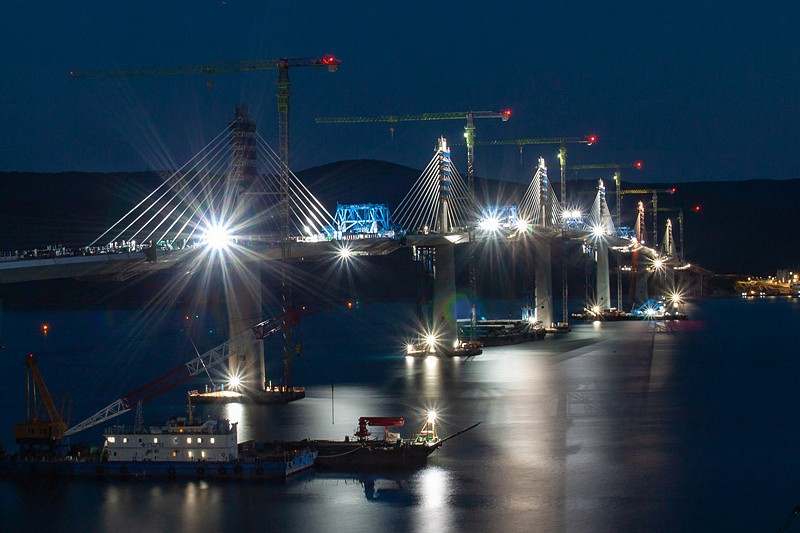
Most ve stavbě.

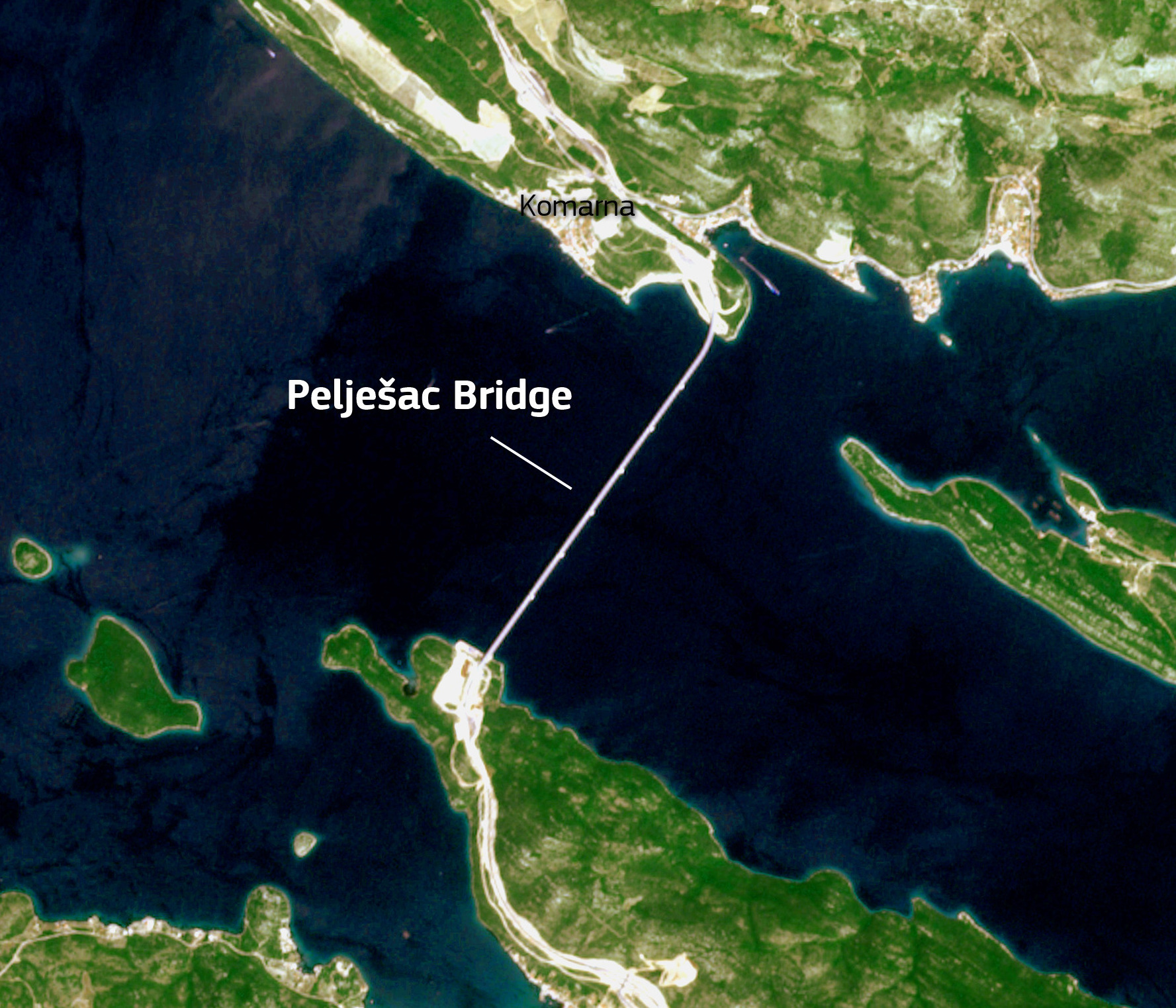
Letecký pohled.

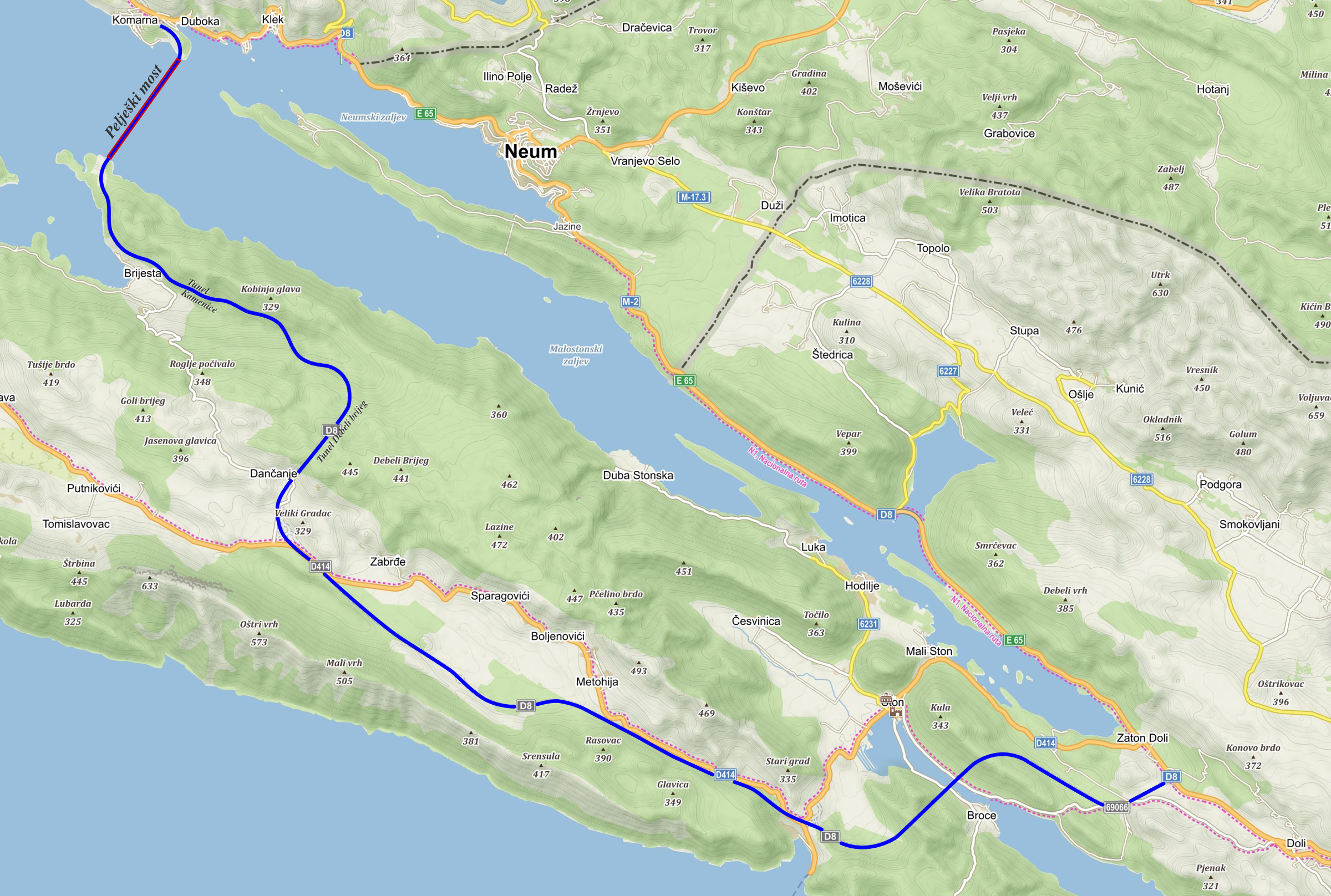
Most s navazující komunikací na mapě.

Pelješacký most (chorvatsky Pelješki most, někdy také chorvatsky Pelješački most) je zavěšený most vedoucí z chorvatské pevniny přes Malostonský záliv na poloostrov Pelješac. Je dlouhý 2,4 km a propojuje dvě územně nesouvislé části Chorvatska rozdělené asi 7 km širokým koridorem Bosny a Hercegoviny u města Neum.

## Popis stavby
Pelješacký most překonává Malostonský záliv mezi vesnicemi Brijesta a Komarna. Je dlouhý 2 404 metrů, v nejvyšším místě je 55 metrů vysoký a hlavní rozpětí mostního pole má délku 568 metrů. Most je široký 21 metrů, na každé straně má dva jízdní pruhy (čtyři celkem). Je zde zpevněná krajnice a dva bezpečnostní pruhy o šířce jednoho metru. Jeho středový pás má šířku 3,4 metrů. V době svého dokončení byl 18. nejdelší v Evropě. Maximální povolená rychlost na mostě dle jeho konstrukce je 90 km/h. Je navržen tak aby odolal větru o rychlosti 180 km/h.,
Most má celkem 13 mostních polí, jejich délky činí 84 metrů, 108 metrů, 108 metrů, 189,5 metrů, 285 metrů (celkem pětkrát), opět potom 189,5 m, 108 m, 108 m a 84 m. Most je posazen na šesti pilonech a sedmi železobetonových pilířích. Stožáry pylonů jsou vysoké 82,5 až 98 metrů. Na úrovni vozovky jsou vysoké 40 metrů. 
Most se nachází v seismicky aktivní oblasti. Skála se nachází 80 metrů pod mořským dnem, hloubka dna je průměrně 27 metrů. Půda pod mořskou hladinou je mimořádně nevhodná pro ukotvení jakýchkoliv staveb. Oblast je známá také prudkými bouřemi a větrem Bora.

## Význam
Most má pro Chorvatsko mimořádný strategický význam, neboť „suchou“ a vnitrostátní cestou spojuje dubrovnickou exklávu se zbytkem státu, potažmo se zbytkem Schengenského prostoru. 
Přerušení dalmatského pobřeží u Neumu má historii sahající až do dob Benátské republiky (tehdy patřil koridor Osmanské říši), vzhledem k tehdejší dominanci námořní dopravy v této oblasti však dlouho nečinilo zásadní potíže. Od rakousko-uherského obsazení Bosny a Hercegoviny roku 1878 se pak jednalo prakticky o společný státní prostor, kterým zůstal až do zahájení rozpadu Jugoslávie roku 1991. Tehdy Chorvatsko i Bosna a Hercegovina vyhlásily nezávislost v historických hranicích včetně Neumského koridoru, čímž se na pobřežní jadranské magistrále objevily dva hraniční přechody, působící chorvatské vnitrostátní dopravě do oblasti Dubrovníku velké komplikace.
Záhy tak vznikly plány využít výběžku poloostrova Pelješac před chorvatskou pevninu, přemostit několikakilometrový mořský záliv, a hercegovskému pobřežnímu úseku se tím zcela vyhnout. Přes protesty ze strany Bosny a Hercegoviny, obávající se omezení přístupu z Neumu na volné moře (a také ztráty příjmů ze zdejšího pohraničního ruchu), byla stavba roku 2018 zahájena a přesně po čtyřech letech, v létě 2022, byl most zprovozněn. Vede po něm rychlostní silnice D8 (původně číslovaná jako D674), zatím nepropojená se zbytkem chorvatské dálniční sítě (výhledově naváže na páteřní dálnici A1). 
Cesta do Dubrovníku se tak díky obejití pohraničních kontrol časově zkrátila, ačkoliv fyzicky je delší. Na Pelješac a přilehlé ostrovy (Korčula, Mljet atd.) pak most zkracuje cestu i fyzicky. S poplatky za průjezd po mostě se nepočítá, resp. se s nimi nepočítá alespoň v prvních letech provozu stavby.
Most je nejvýznamnější součástí komplexního projektu propojení obou částí Chorvatska, který zahrnuje ještě tři menší mosty (mj. přes Stonskou zátoku), dále pak čtyři tunely, dva viadukty a opravy stávajících cest.
Náhradní trajektové spojení, které bývalo v letních měsících velmi vytížené, jezdí z města Ploče do Trpanje na poloostrově Pelješac.

## Historie

### Příprava výstavby
Nešťastná situace z hlediska dopravního propojení okolí Dubrovníku se zbytkem Chorvatska vedla k myšlence výstavby mostu již v minulém století. V roce 1997 předložil šéf Dubrovnicko-neretvanské župy Ivan Šprlje myšlenku výstavby mostu přes Malostonský záliv. Návrh nicméně tehdy vládnoucí Chorvatské demokratické společenství (HDZ) na vládní úrovni odmítlo. O nějakou dobu později si jej osvojil vládní poslanec Luka Bebić. V roce 2000 byla stavba zařazena do prostorového plánu rozvoje dopravní infrastruktury v zemi.
Geologický průzkum dna pod mostem byl proveden v letech 2004 až 2011. Bylo provedeno celkem 60 vrtů, některé z nich šly až 130 m pod úroveň terénu. Původní projekt mostu připravil autor ze stavební fakulty Univerzity v Záhřebu, nicméně nebyl nikdy dále rozvíjen a zrealizován. 
V roce 2005 chorvatská vláda premiéra Ivo Sanadera předložila plán financování stavby. V roce 2007 začaly na stavbě pracovat tři chorvatské společnosti. V zakázce zvítězilo konsorcium třech firem (Konstruktor, Viadukt a Hidroelektra), všechny chorvatské. Porazily konkurenty, jakými byly Strabag, Alpina Bau a další. V říjnu 2007 byla zahájena výstavba přístupových cest k staveništi a o rok později byly zahájeny práce na moři. Původní projekt počítal s částečně zavěšeným mostem s dvěma vysokými pylony. Byla provedena také seismická studie, která zhodnotila možná zemětřesení v oblasti a vycházela z okolních měřících stanic.
V červnu 2007 chorvatská vláda tehdejší premiérky Jadranky Kosor informovala, že dojde k zpomalení stavby v souvislosti se snížením výdajů. V roce 2009 bylo předpokládáno dokončení mostu v roce 2015. Do konce roku 2012 byla utracena přibližně čtvrtina všech předpokládaných finančních prostředků na výstavbu mostu (60 milionů eur).
Chorvatské konsorcium nakonec zkrachovalo během hospodářské krize., Kontrakt byl na 265 miliard eur. Torzo mostu bylo předmětem kritiky a satiry.[zdroj?]
Vláda tehdejšího premiéra Zorana Milanoviće rozhodla v roce 2012 o zrušení celého projektu a odložení realizace na neurčito. Evropská unie nicméně poskytla v témže roce Chorvatsku peníze na předběžnou studii proveditelnosti stavby. V závěru roku 2013 francouzská studie zhodnotila projekt této stavby jako ekonomicky rentabilní. Rentabilita byla možná díky zvolené konstrukci mostu.
Po vstupu Chorvatska do EU a získání přístupu k fondům Unie se projekt znovu dal do pohybu. Význam mostu vzrostl poté, co byl diskutován vstup Chorvatska do Schengenské zóny, což znamenalo zpřísnění hraničních kontrol se sousední Bosnou a Hercegovinou. Dle chorvatské vlády bylo dokončení mostu dokonce jednou z podmínek země pro vstup. Jako alternativa byla diskutována i exteritoriální dálnice přes neumský koridor, nicméně byl nakonec upřednostněn projekt mostu. Chorvatská vláda v roce 2016 počítala s tím, že stavbu mostu zrealizuje bez ohledu na to, jestli se EU bude podílet na jeho financování. Nový projekt stavby vypracoval Slovinec Marjan Pipenbaher a uskutečněno bylo nové výběrové řízení. V lednu 2017 souhlasila bosenská strana s výstavbou mostu. Předpokládaný provoz byl 7800 vozidel denně, s perspektivou růstu až na dvojnásobek do dvaceti let. Pipenbaher jej považuje za své životní dílo..

### Výstavba
Zakázku na výstavbu mostu získala čínská stavební společnost China Road and Bridge Corporation, která nabídla nejnižší cenu. Udělena ji byla v lednu 2018. Předpokládané datum otevření stavby bylo stanoveno na rok 2022. Čínský dodavatel nicméně byl schopen toto zrealizovat o šest měsíců dříve, než byl plán. Mezi dalšími uchazeči o zakázku byly rakouské firmy a dále italsko-turecké konsorcium.
Pro Čínskou lidovou republiku byl most důležitou zakázkou, jelikož šlo o první výběrové řízení v Evropské unii, v kterém uspěla její firma. Z 85 procent stavbu financovala Evropská unie (z kohezních fondů), ze zbylých 15 procent Chorvatsko. Celkové náklady zde činily přibližně 420 milionů eur. 
Stavební práce byly zahájeny roku 2019. Musela být provedena řada dodatečných vrtů pro ukotvení jednotlivých pylonů. V lednu téhož roku byl usazen první pylon na místo. Dne 11. dubna 2019 byla dokončena první fáze výstavby, kterou tehdejší chorvatský premiér Andrej Plenković oznámil na zasedání formátu Čína+16. Odhalena zde byla pamětní deska. 
Ve své době patřil mezi pět nejsložitějších staveb celé Evropské unie a šlo o historicky nejnáročnější chorvatský projekt. Byl to největší infrastrukturní projekt v Chorvatsku, který finančně podpořila EU. Ocel na stavbu mostu byla přivezena také z Číny. Hlavní stavební práce byly dokončeny dne 27. června 2021. Událost byla připomenuta velkým ohňostrojem v místě. 
Na výstavbu mostu bylo spotřebováno 70 000 tun oceli a obdobné množství betonu.

### Otevření mostu
Slavnostní otevření mostu se uskutečnilo dne 26. července 2022 s řadou vysokých představitelů a za znění evropské a chorvatské hymny. Akce probíhala celý den, a kulminovala večer. Nad mostem proletěla akrobatická skupina chorvatských vzdušných sil s názvem Krila Oluje. Zazněla také i dubrovnická hymna Himna slobodi. Přítomen byl i elektromobil Rimac Nevera. První po mostě projeli váleční veteráni, poté byl provoz umožněn i osobním vozidlům.
V druhé půli srpna 2022 začaly po mostě jezdit i automobily nákladní a autobusy.
Celkové náklady na most dosáhly 526 milionů eur..

### Provoz
Most podle plánů zkrátil spojení nejjižnější chorvatské župy se zbytkem území a stal se velmi oblíbeným. Velká míra provozu je zde typicky během letních měsíců, nižší potom v ostatní měsíce. Jen během srpna 2022 most využilo okolo 455 tisíců vozidel. Dne 30. června 2023 bylo dosáhnuto dvou milionů a dne 12. srpna 2023 tří milionů vozidel. Provoz na hraničních přechodech okolo Neumu se snížil o 67 % po dokončení mostu. 
Most umožnil zvýšení množství turistů pro poloostrov Pelješac a nedaleký ostrov a město Korčula.

## Kritika
Myšlenka velkého mostu, který spojí poloostrov Pelješac s pobřežím vyvolávala znepokojení mezi ekologickými aktivisty v Chorvatsku, kteří se obávali, že stavba bude mít velmi negativní dopad na ekosystém Malostonského zálivu. Již v přípravné dokumentaci byla tato rizika vypořádávána. Pokud by však byly zapracovány veškeré připomínky, došlo by k značenému prodražení stavby. 
Vláda sousední Bosny a Hercegoviny protestovala proti výstavbě mostu, jehož původní výška měla činit 35 metrů, což by znemožňovalo provoz velkých námořních lodí do Neumu (byl-li by tam postaven velký přístav).. Země výhledově počítá s výstavbou nového přístavu. 
Za další sporný bod byla považována námořní hranice okolo poloostrova Klek při Neumu, která nebyla vyjasněná a v případě její pozdější demarkace by se část pobřežních vod Bosny a Hercegoviny ocitly v prostoru mostu.
V srpnu 2017 skupina bosenských poslanců oslovila Federicu Mogherini, vysokého zástupce EU pro zahraniční politiku a dále Valentina Inzka, vysokého představitele pro Bosnu a Hercegovinu s tím, že Chorvatsko mostem porušuje Úmluvu Organizace spojených národů o mořském právu tím, že odepírá Bosně a Hercegovině přístup k moři a vyzvala Chrovatsko, aby přestalo narušovat suverenitu Bosny a Hercegoviny. Chorvatsko na tuto reagovalo prohlášením, že se most nachází výlučně na jeho území a v jeho teritoriálních vodách. Rovněž připomnělo, že Bosna a Hercegovina může v souladu s dohodou o volném pohybu z roku 1995 využít pro všechny lodě vyšší než 55 metrů přístav Ploče na chorvatském území.
Diskutována byla rovněž i myšlenka tunelu posazeného na mořské dno, která by nikterak neovlivňovala přístup k přístavu pro bosenskou stranu, nicméně tento návrh byl chorvatskou stranou zamítnut a zesměšněn.[zdroj?]
Tehdejší chorvatský premiér Ivo Sanader prosazoval velmi intenzivně výstavbu mostu a úpravou projektu do současné podoby (tj. vyšším mostem) uspokojil bosenskohercegovinskou stranu. Bosna tehdy pohrozila Chorvatsku mezinárodní žalobou., bude-li most postaven na základě jednostranného rozhodnutí.